# Schönwald im Schwarzwald
Schönwald im Schwarzwald – miejscowość i gmina w Niemczech, w kraju związkowym Badenia-Wirtembergia, w rejencji Fryburg, w regionie Schwarzwald-Baar-Heuberg, w powiecie Schwarzwald-Baar, wchodzi w skład związku gmin Raumschaft Triberg.
W Schönwald znajduje się skocznia narciarska Adlerschanze K85.